# Крбавско поље
Крбавско поље је крашко поље у Крбави у Хрватској. Захвата површину од око 68 км² и окружено је брдима, где се истиче планина Пљешевица. Налази се на надморској висини 625-740 метара. Поље је богато врелима, али се воде губе у бројним понорима.
Крбавским пољем теку реке Крбава, Крбавица и поток Хржић. Становништво се бави пољопривредом, а узгајају се претежно јечам и кукуруз. Највећа насеља су Удбина, Крбава, Ребић, Бунић и др.